# Erzincan
Erzincan là một thành phố thuộc tỉnh Erzincan, Thổ Nhĩ Kỳ. Thành phố có diện tích 1622 km² và dân số thời điểm năm 2007 là 140258 người, mật độ 86 người/km².

## Khí hậu
| Dữ liệu khí hậu của Erzincan                | Dữ liệu khí hậu của Erzincan | Dữ liệu khí hậu của Erzincan | Dữ liệu khí hậu của Erzincan | Dữ liệu khí hậu của Erzincan | Dữ liệu khí hậu của Erzincan | Dữ liệu khí hậu của Erzincan | Dữ liệu khí hậu của Erzincan | Dữ liệu khí hậu của Erzincan | Dữ liệu khí hậu của Erzincan | Dữ liệu khí hậu của Erzincan | Dữ liệu khí hậu của Erzincan | Dữ liệu khí hậu của Erzincan | Dữ liệu khí hậu của Erzincan |
| Tháng                                       | 1                            | 2                            | 3                            | 4                            | 5                            | 6                            | 7                            | 8                            | 9                            | 10                           | 11                           | 12                           | Năm                          |
| ------------------------------------------- | ---------------------------- | ---------------------------- | ---------------------------- | ---------------------------- | ---------------------------- | ---------------------------- | ---------------------------- | ---------------------------- | ---------------------------- | ---------------------------- | ---------------------------- | ---------------------------- | ---------------------------- |
| Cao kỉ lục °C (°F)                          | 14.0 (57.2)                  | 17.2 (63.0)                  | 25.2 (77.4)                  | 30.0 (86.0)                  | 33.8 (92.8)                  | 37.0 (98.6)                  | 40.6 (105.1)                 | 40.5 (104.9)                 | 37.2 (99.0)                  | 31.4 (88.5)                  | 24.9 (76.8)                  | 19.0 (66.2)                  | 40.6 (105.1)                 |
| Trung bình ngày tối đa °C (°F)              | 2.8 (37.0)                   | 4.8 (40.6)                   | 10.9 (51.6)                  | 17.3 (63.1)                  | 22.7 (72.9)                  | 27.9 (82.2)                  | 32.4 (90.3)                  | 33.0 (91.4)                  | 28.1 (82.6)                  | 20.7 (69.3)                  | 12.0 (53.6)                  | 5.1 (41.2)                   | 18.1 (64.6)                  |
| Trung bình ngày °C (°F)                     | −1.9 (28.6)                  | −0.3 (31.5)                  | 5.3 (41.5)                   | 11.0 (51.8)                  | 15.7 (60.3)                  | 20.5 (68.9)                  | 24.3 (75.7)                  | 24.5 (76.1)                  | 19.6 (67.3)                  | 13.2 (55.8)                  | 5.7 (42.3)                   | 0.5 (32.9)                   | 11.5 (52.7)                  |
| Tối thiểu trung bình ngày °C (°F)           | −5.7 (21.7)                  | −4.3 (24.3)                  | 0.5 (32.9)                   | 5.5 (41.9)                   | 9.5 (49.1)                   | 13.4 (56.1)                  | 16.7 (62.1)                  | 16.8 (62.2)                  | 12.0 (53.6)                  | 7.0 (44.6)                   | 0.9 (33.6)                   | −3.1 (26.4)                  | 5.8 (42.4)                   |
| Thấp kỉ lục °C (°F)                         | −31.2 (−24.2)                | −30.2 (−22.4)                | −22.4 (−8.3)                 | −11.1 (12.0)                 | −4.2 (24.4)                  | 2.0 (35.6)                   | 5.0 (41.0)                   | 5.9 (42.6)                   | 0.3 (32.5)                   | −6.8 (19.8)                  | −15.6 (3.9)                  | −25.9 (−14.6)                | −31.2 (−24.2)                |
| Lượng Giáng thủy trung bình mm (inches)     | 26.3 (1.04)                  | 29.7 (1.17)                  | 45.5 (1.79)                  | 54.2 (2.13)                  | 57.2 (2.25)                  | 25.2 (0.99)                  | 14.1 (0.56)                  | 6.6 (0.26)                   | 17.5 (0.69)                  | 41.9 (1.65)                  | 36.2 (1.43)                  | 25.7 (1.01)                  | 380.1 (14.96)                |
| Số ngày giáng thủy trung bình               | 8.87                         | 9.30                         | 12.10                        | 14.43                        | 15.30                        | 9.20                         | 4.03                         | 3.47                         | 5.20                         | 9.23                         | 7.70                         | 9.17                         | 108.0                        |
| Số giờ nắng trung bình tháng                | 93.0                         | 121.5                        | 145.7                        | 168.0                        | 210.8                        | 264.0                        | 294.5                        | 275.9                        | 231.0                        | 189.1                        | 129.0                        | 89.9                         | 2.212,4                      |
| Số giờ nắng trung bình ngày                 | 3.0                          | 4.3                          | 4.7                          | 5.6                          | 6.8                          | 8.8                          | 9.5                          | 8.9                          | 7.7                          | 6.1                          | 4.3                          | 2.9                          | 6.1                          |
| Nguồn: Turkish State Meteorological Service |                              |                              |                              |                              |                              |                              |                              |                              |                              |                              |                              |                              |                              |